# Francisco de Ceinos
Francisco de Ceinos (n. Toro siglo XV - m. Ciudad de México 1568≈1569) fue un humanista, oidor y presidente de la Real Audiencia de México, se hizo cargo del gobierno de la Nueva España a la muerte del Virrey Luis de Velasco y Ruiz de Alarcón.

## Viaje a Nueva España y nombramientos
En 1526 fue nombrado fiscal y relator del Real Consejo de Indias y, en 1530, oidor de la segunda Real Audiencia de México. Este nombramiento obedeció a la intervención de la Corona ante el mal gobierno de la primera Audiencia, que se concretó en la provisión de nuevo presidente y nuevos oidores. Se eligió para tales cargos a hombres de probada cualificación administrativa y altos valores morales e intelectuales, Sebastián Ramírez de Fuenleal fue elegido presidente y, por oidores, Juan de Salmerón, Alfonso Maldonado, Vasco de Quiroga y el propio Ceynos.
En septiembre de 1530 se embarcan los oidores en Sevilla, y el 9 de enero de 1531 efectuaron los cuatro su solemne entrada en la Ciudad de México, portando las instrucciones reales que renovarían las instituciones administrativas y jurídicas del gobierno colonial. El presidente se incorporó en septiembre de aquel año.
La nueva Audiencia atendió asuntos de especial relevancia, así, el juicio a Hernán Cortés, los de residencia a los oidores salientes Nuño de Guzmán, Matienzo y Delgadillo, la pacificación de los indios y la corrección de los abusos sobre ellos cometidos, la reglamentación de las actividades de las órdenes religiosas, la urbanización y defensa del territorio novohispano, las cuestiones cruciales de los corregimientos, encomiendas y sucesión de mayorazgos. Esta intensa vida profesional ocupó a Francisco de Ceynos hasta 1543, año en el que regresó con Licencia Real a España. Se afincó de nuevo en Zamora, y en 1558 fue designado, por segunda vez, para el empleo de oidor.
Por este motivo, en 1560 se embarcó con destino a Nueva España acompañado de su esposa y sus hijas María y Ana (Ana de Quiñones y Ulloa). En 1564, a la muerte del virrey Luis de Velasco, la Audiencia asumió el gobierno provisional (1564-1566), cuya responsabilidad principal recayó en el licenciado Ceynos en su calidad de presidente. Durante este mandato tuvo que solventar las derivaciones de la conjura del segundo marqués del Valle, Martín Cortés, descubierta en 1566. Atendió el procesamiento de los conspiradores, destierro del marqués y sentencia de ejecución de Alonso de Ávila Alvarado y su hermano Gil González de Ávila.
Escribió el licenciado en 1565 una larga reflexión política dirigida a Felipe II, en la que se manifestaba en contra de la esclavitud y explotación de los indígenas.
Es el texto una muestra, entre otras del mismo talante, de un pensamiento enmarcado dentro de una importante corriente de opinión humanista e ilustrada del siglo, en el cual coincidió con Sebastián Ramírez de Fuenleal.
Una real cédula dispensaba en 1567 al licenciado de su empleo en la Audiencia. Sin embargo, su jubilación no fue nunca efectiva y murió en el ejercicio de sus funciones, probablemente entre 1568 y 1569 en la Ciudad de México.